# 賀川黒之助
賀川 黒之助（かがわ くろのすけ、1965年5月31日 - ）は、日本の俳優。本名、賀川 裕。

## 人物・経歴
アイドルグループ幕末塾（当時の芸名は黒之助）で活動した後、俳優に転身（賀川黒之助に改名）。

## 出演

### テレビドラマ
CX
- 愛という名のもとに（1992年）
- 親愛なる者へ（1992年）

NTV
- 日曜はダメよ
- 水曜グランドロマン『熱き血潮にふれもみて...』
- 刑事貴族3
- 家なき子2（1995年）

TBS
- ドラマチック22『ミニパトより愛をこめて2.3』
- ルージュの伝言『卒業写真』
- ウルトラマンガイア（1998〜99年）
- 時計屋の娘（2013年）
- 東京スカーレット〜警視庁NS係（2014年）

EX
- ザ・刑事
- はぐれ刑事純情派 第7シリーズ 第12話 「偽造金券の罠 逃げる妹の婚約者」 - 竹内浩
- さすらい刑事旅情編
- 相棒
- はみだし刑事情熱系　PART1 第10話「凶弾！涙の逃亡者」（1996年12月18日）
- PART2 最終話「東京〜那覇〜渡嘉敷島 愛と死の復讐殺人！」（1998年3月25日）
- 特捜9（2019年） - 川村省吾

### テレビ番組
CX
- 邦ちゃんのやまだかつてないテレビ

EX
- 独占!女の60分

### 映画
- ブラックプリンセス 地獄の天使（1990年4月13日、東映）
- いつかギラギラする日（1992年9月12日、松竹）
- どら平太（2000年5月13日、東宝）
- ナニワ金融道 死角はどこだ￥ -THE MOVIE- （2004年、アートポート）
- 伝染歌 （2007年8月、松竹））
- 神様のカルテ（2011年8月27日、東宝）
- 探偵はBARにいる（2011年9月10日、松竹）

### オリジナルビデオ
- 大予言/復活の巨神（1992年）
- 工業哀歌バレーボーイズ（徳間ジャパンコミュニケーションズ、1992年） - 宮本
- ウルトラマンガイア ガイアよ再び（2001年）
- とられてたまるか3
- 極道仁義〜浪花の龍〜
- 本気!15〜30
- 仁義6
- 侠道2
- 探偵屋の女房（2000年）
- 炎と氷（2004年） - 青嵐会幹部 金沢 役

### CM
- ナショナル『ナショナル特選品フェア』
- 明治製菓『アメリカンポテト』

## 雑誌
『つり丸』